# 中津川市立図書館
中津川市立図書館（なかつがわしりつとしょかん）は、岐阜県中津川市にある公共図書館の総称。中津川市立図書館（中央館）、蛭川済美図書館（地域館）、公民館図書室6室の8館（室）で構成される。
1979年（昭和54年）から2023年（令和5年）まで、中央館は中津川市本町2丁目3番25号にあった。2023年（令和5年）7月15日、中津川市新町2-34の中津川市ひと・まちテラスに現行館が開館した。全国公共図書館協議会、岐阜県図書館協会、岐阜県公共図書館協議会、東濃地区公共図書館連絡協議会に加盟している。

## 歴史
1949年（昭和24年）4月、中津川市本町2丁目3番地25号の中津公民館に中津公民館新進文庫が設置された。

### 図書館条例の制定
1957年（昭和32年）11月26日、学制実施八十周年記念会が市立図書館の設立を決定し、1958年（昭和33年）3月24日に中津川市立図書館設置条例が制定された。この条例によって中津公民館新進文庫が中津川市立図書館に改称した。

### 旧館時代
1979年（昭和54年）8月、同一地点に中津川市立図書館の新館が開館した。開館時の延床面積は1,024.13 ㎡であり、蔵書数は34,357冊だった。同一施設内の保健センターが移転したことで、1994年（平成6年）6月には図書館の増設改修工事が完成した。児童書コーナーを増設し、延床面積は1,405.12 ㎡となった。
1982年（昭和57年）3月から2008年（平成20年）3月まで、移動図書館車「あすなろ号」による移動図書館車事業が行われた。
2023年（令和5年）6月25日をもって、中央館は新館移転に向けた休館に入った。

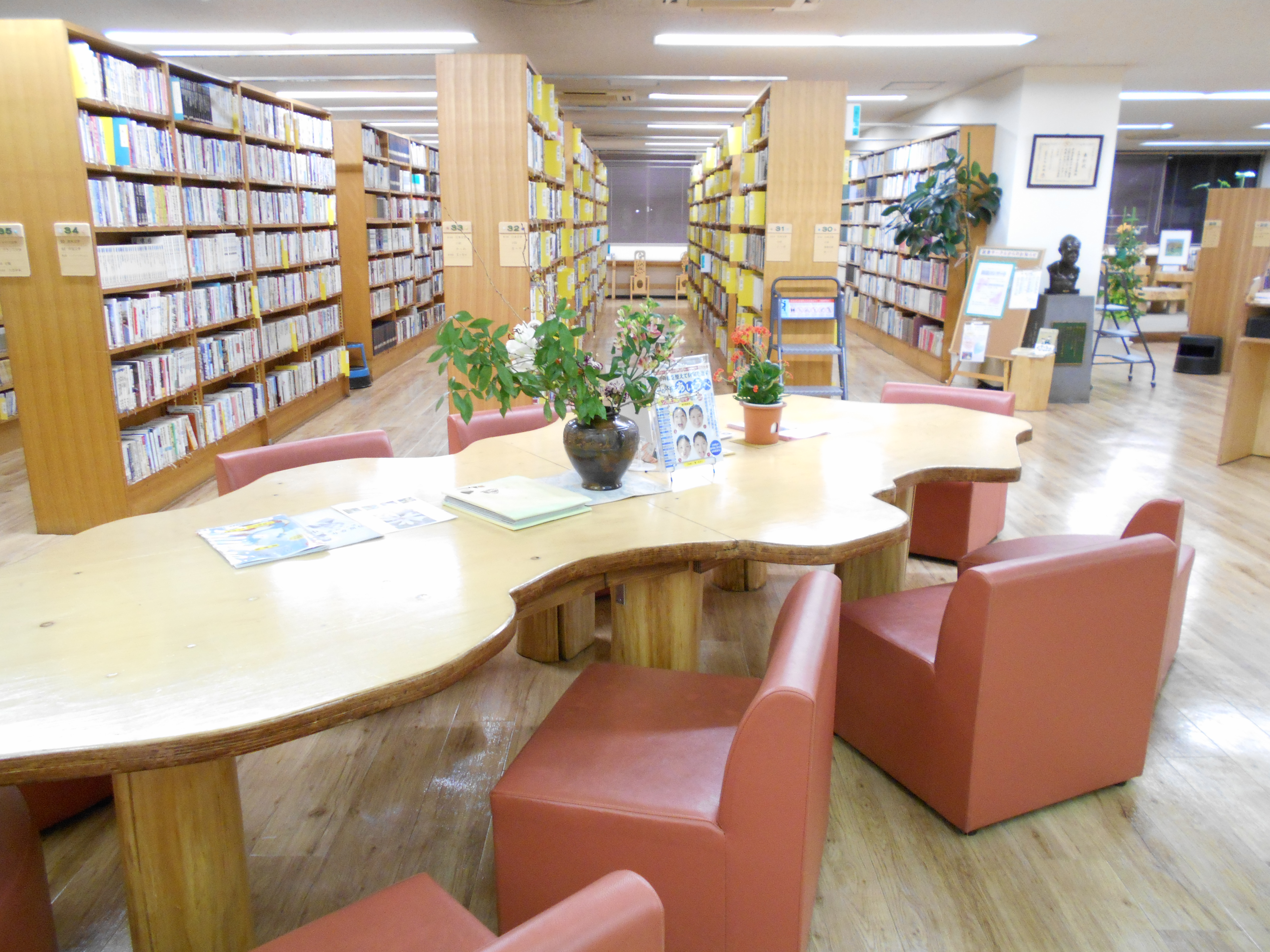
一般書エリア
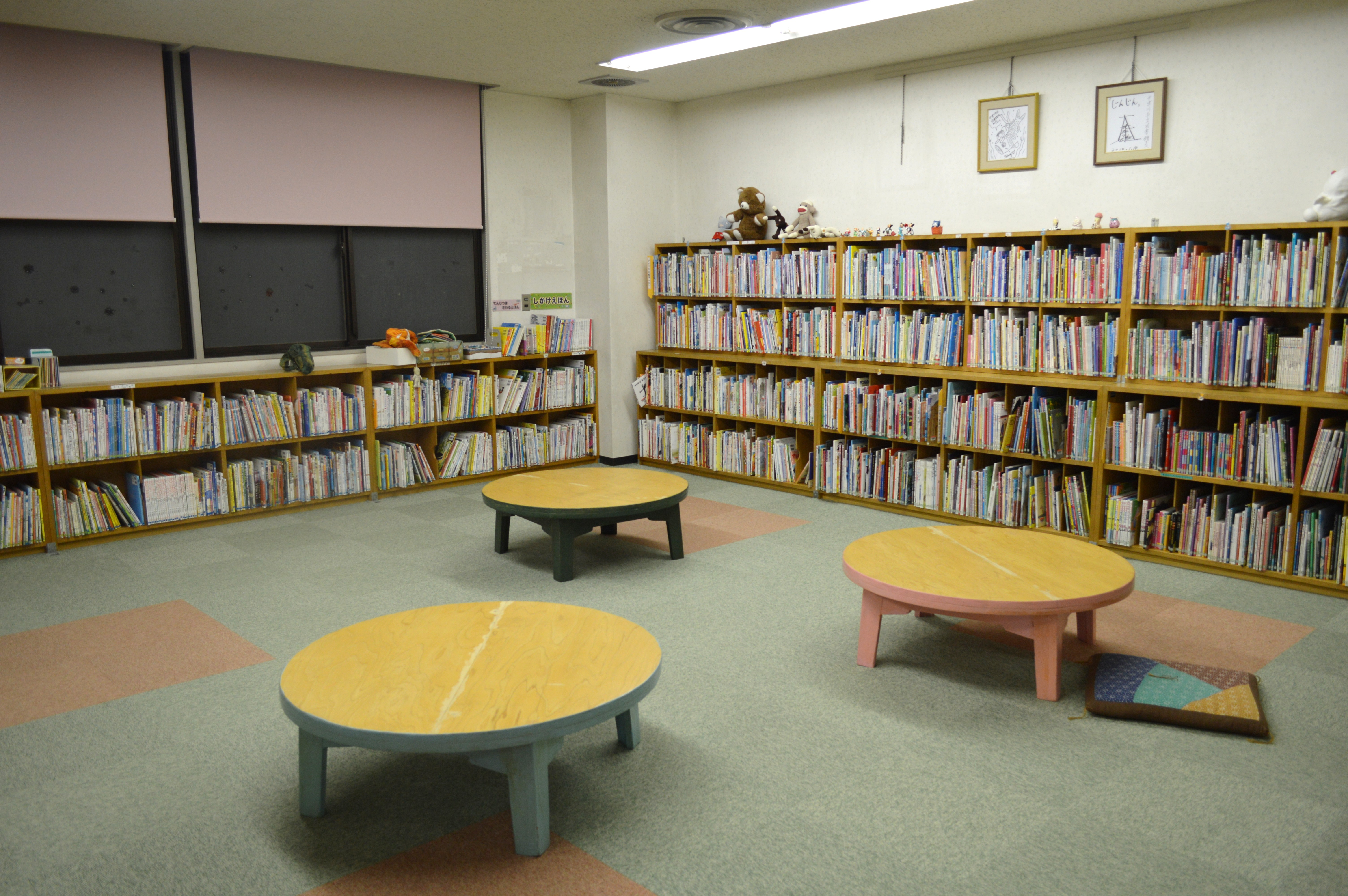
児童書エリア
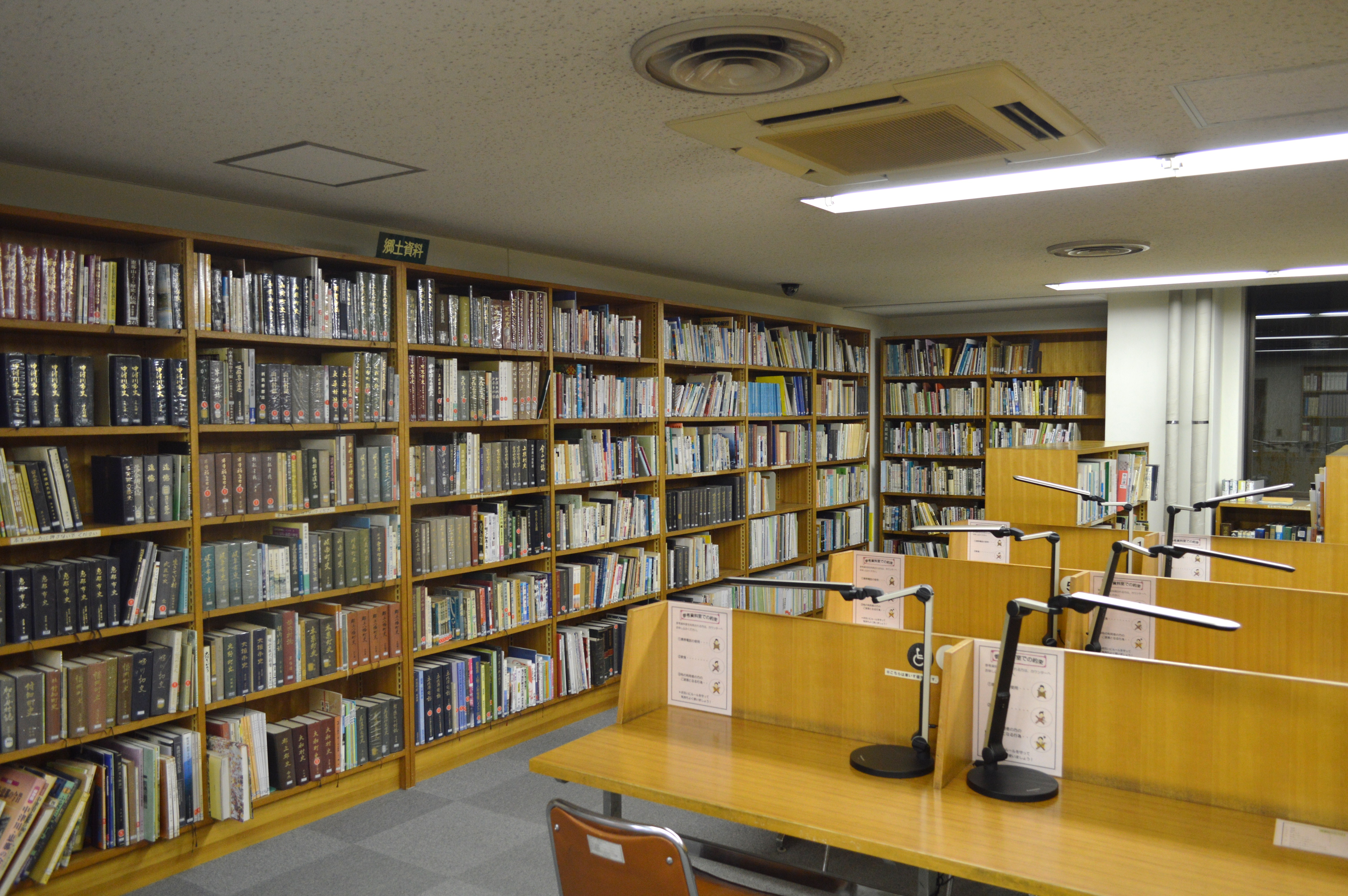
郷土資料
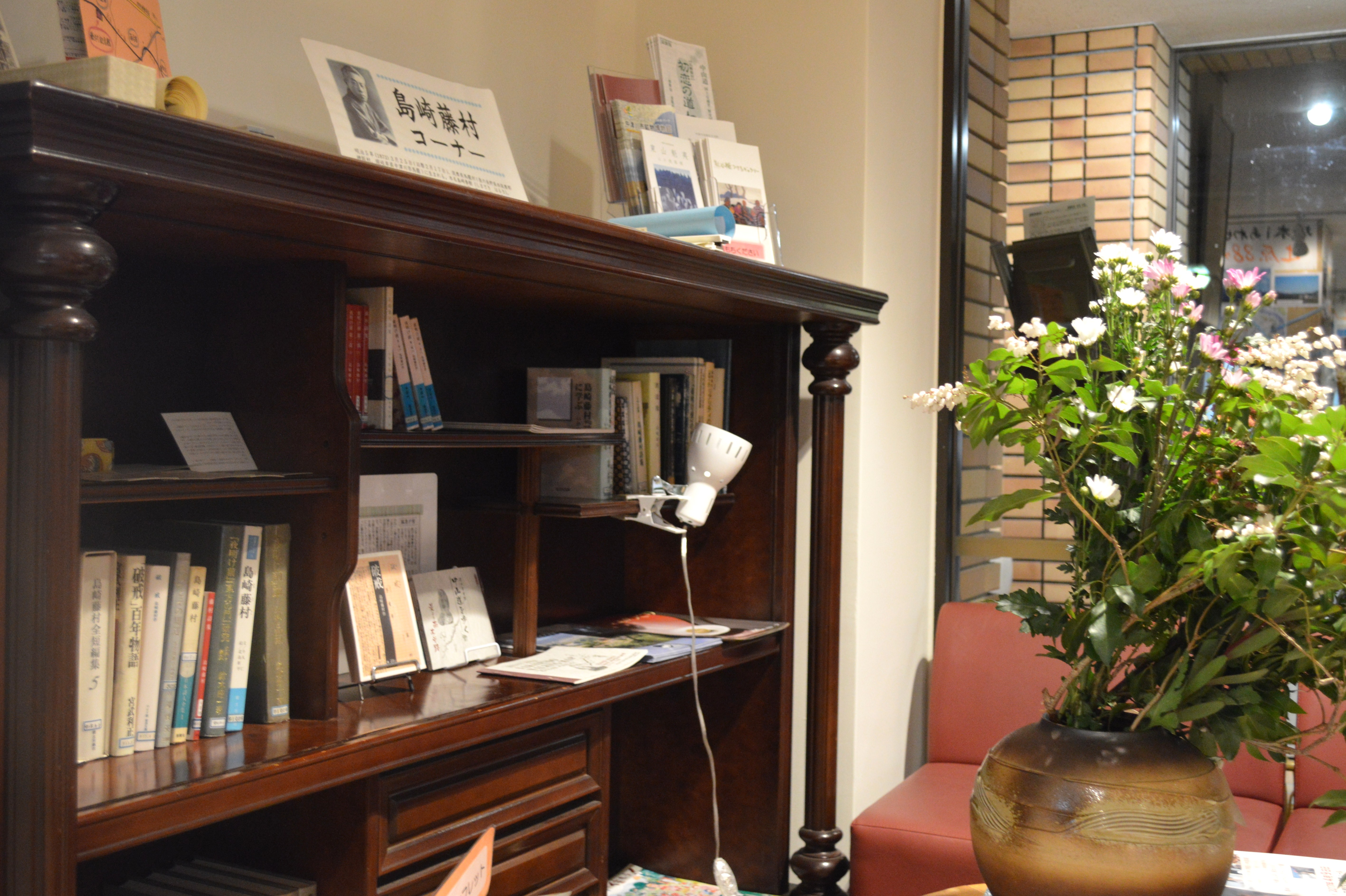
島崎藤村コーナー

### 中津川市ひと・まちテラス時代
2023年（令和5年）7月15日、複合施設の中津川市ひと・まちテラスに現行館が開館した。

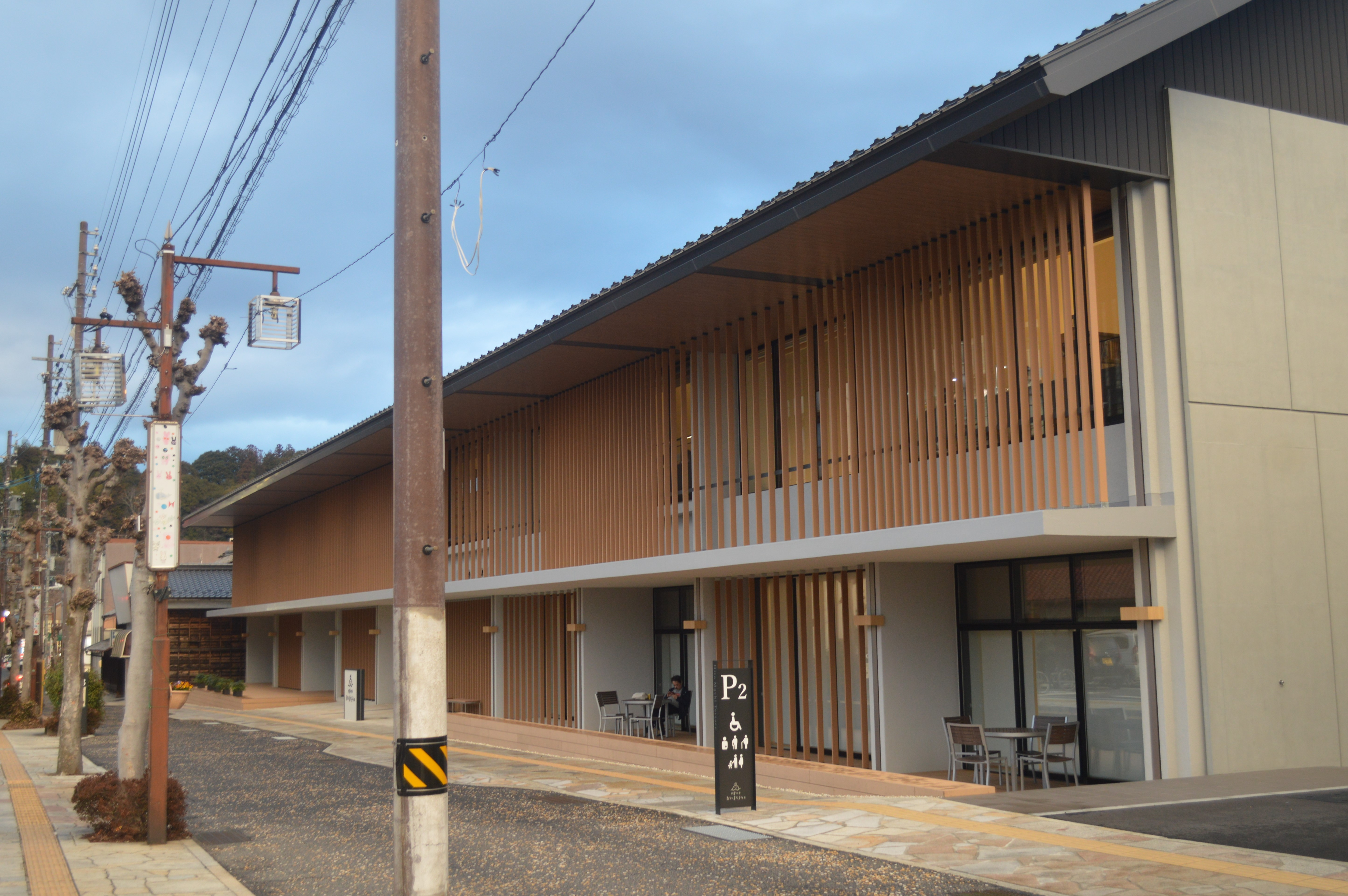
中津川市ひと・まちテラス

## 中央館

### 施設
複合施設の中津川市ひと・まちテラス内にある。2階が一般図書、3階が児童図書となっている。

### 利用案内
- 休館日
  - 月曜日（原則）、図書整理日、年末年始、蔵書点検期間、その他ひと・まちテラスの休館日
- 開館時間
  - 平日：午前9時30分 - 午後8時
  - 土・日・祝日：午前9時30分 - 午後6時

## 地域館

### 蛭川済美図書館
- 岐阜県中津川市蛭川2178-2にある中津川市立図書館の分館。旧・蛭川村の図書館である。設立は1910年（明治43年）10月1日であり[5][6]、岐阜県内の公立図書館としては2番目に古い[5]。
- 現在の建物は2002年（平成14年）完成[6]。
- 休館日、開館時間は中津川市立図書館とは異なり、休館日は毎週日曜日、国民の祝日、年末年始（12月28日～1月4日）。開館時間は平日が9:30から18:00、土曜日が9:00から17:00である。

## 分室

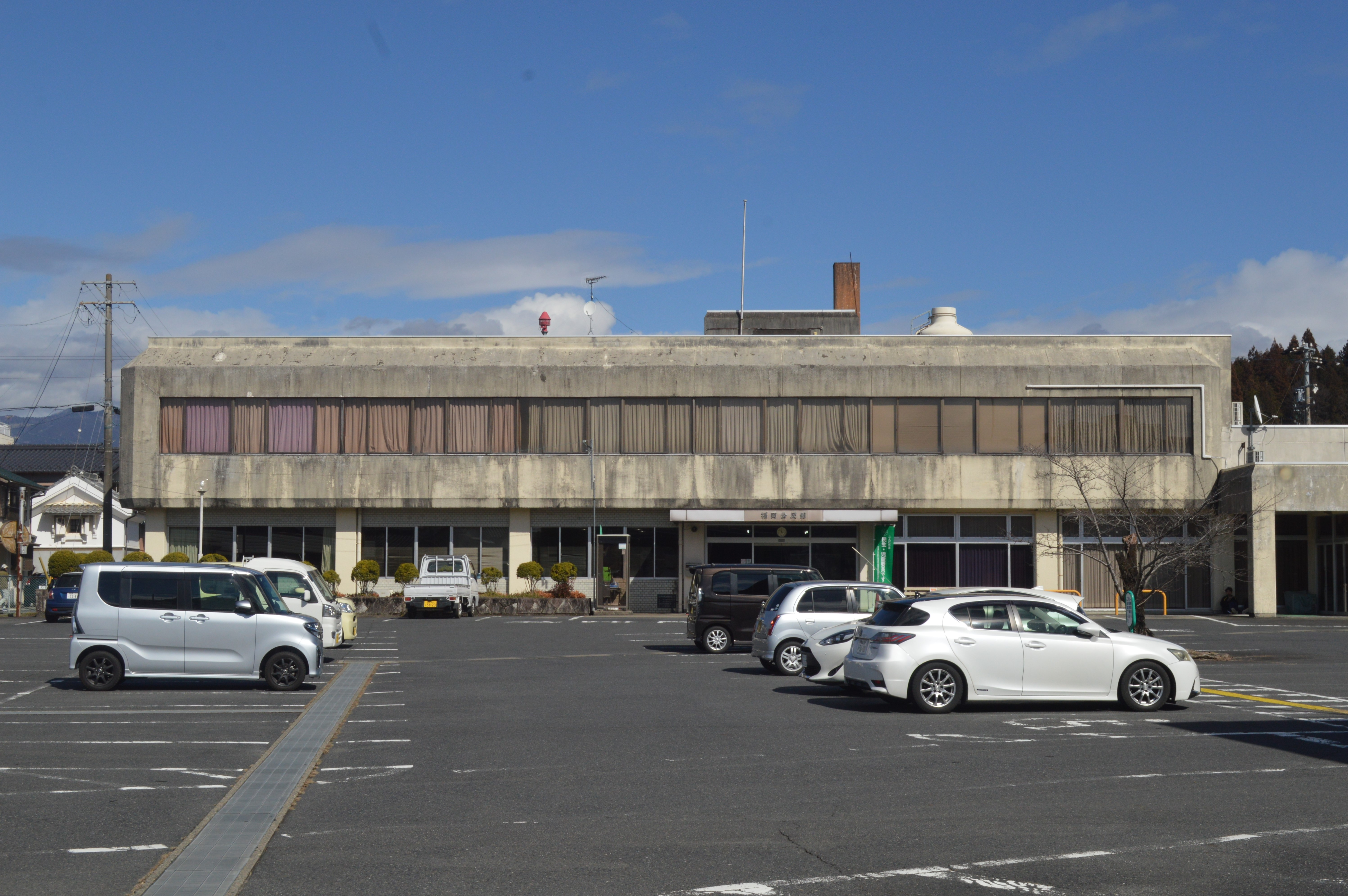
中津川市福岡公民館

各地区の公民館に設置されている。休室日は年末年始（12月27日～1月5日）、開室時間は9:00から20:00である。
山口公民館図書室
- 山口地区にある分室。中津川市山口1616－3の中津川市山口公民館内。

坂下公民館図書室
- 坂下地区にある分室。中津川市坂下820－1の中津川市坂下公民館内。

川上公民館図書室
- 川上地区にある分室。中津川市川上1427－6の中津川市川上公民館内。

加子母公民館図書室
- 加子母地区にある分室。中津川市加子母3519－2の中津川市加子母公民館内。

付知公民館図書室
- 付知地区にある分室。中津川市付知町4956－43の中津川市付知公民館内。

福岡公民館図書室
- 福岡地区にある分室。中津川市福岡716－2の中津川市福岡公民館内。

## 新図書館をめぐる議論
ユニー中津川店閉店後の跡地に建設が計画された。閉店後の跡地は恵那市の企業へ売却されたが、その後中津川市内の有力企業人らが出資した株式会社新町開発が土地を取得し、1階と2階を中津川市が区分所有する生涯学習施設として上層階に公共施設賃貸住宅や有料老人ホームが入る10階建て複合ビル建設案を進めていたが、経済情勢の変化や中津川市の生涯学習施設の計画が進まなかったことから計画は断念された。
複合ビル建設案の断念を受けて2009年（平成21年）8月に中津川市が図書の活用や保存・管理を電子化した新図書館の建設へ計画を変更した。
ところが、この計画の発表が唐突だとして2009年（平成21年）9月1日に開会した中津川市議会9月定例会でビル建設案を断念した民間の新町開発を公費で救済することになるとの批判を受ける議会側から質問が集中し、約2.9億円で取得した土地を約2.6億円で購入するため新町開発はむしろ損をすると中津川市当局側が反論した。
更に、中津川市当局側が土地購入費などの関連予算を中津川市議会9月定例会最終日に提出したため、初日から提出して議論を深めなかったし当局側の姿勢も問題視された。そのため、関係予算案を追加提出した直後の質疑にで8議員の大半が疑義を唱えて中津川市政与党系の最大会派・新政会の議員が否決に回り、付託を受けた産業建設委員会と文教消防委員会の2つの常任委員会はいずれも関係予算案を否決し、市議会の会期を1日延長して採決する本会議を29日に延会するなど中津川市議会は大荒れの展開となった。
2009年（平成21年）11月に中津川市が土地を取得して2011年10月12日に起工式を行って着工にこぎ告げたものの、中津川市長のリコール（解職請求）運動に発展し、基礎工事を行ったものの、2012年（平成24年）1月より市の財政問題を理由として建設工事を中止。更地として一旦は現状復帰させていた。
その後、2019年（令和元年）に新図書館建設が計画され、一旦更地にされ駐車場となっていたユニー中津川店跡地（中津川市新町2番34号）に建設される複合施設『ひと・まちテラス』内に移転。2023年（令和5年）7月15日に開館した。